# Sundakråka
Sundakråka (Corvus enca) är en fågel i familjen kråkfåglar inom ordningen tättingar. Den förekommer i Sydostasien.

## Utseende och läte
Sundakråkan är en medelstor (40–47 cm) rätt slank kråkfågel med medellång och något kilformat stjärt. Fjäderdräkten är svart, men på nära håll syns en mörkblå glans. I flykten ter sig vingarna rätt breda och trubbiga. Näbben är lång och något nedåtböjd, tydligt slankare än hos stornäbbad kråka, som i övrigt skiljer sig genom brantare panna, längre halsfjädrar, mer kilformad stjärt och längre hand med tydligare "fingrar". Sundakråkan har också tydligt grundare och snabbare vingslag. Bland lätena hörs ljudliga, nasala kraxanden.

## Utbredning och systematik
Sundakråkan förekommer i Sydostasien. Artgränserna är omstridda, där vissa populationer nyligen urskiljts som egna arter. IOC erkänner två underarter, med följande utbredning:
- Corvus enca compilator – Malackahalvön, Sumatra, Borneo och öar väster om Sumatra
- Corvus enca enca – Java, Bali och Mentawaiöarna

Tidigare inkluderades palawankråkan (C. pusillus), samarkråkan (C. samarensis), sierramadrekråkan (C. sierramadrensis) och sulawesikråkan (C. celebensis) i arten, men dessa urskiljs vanligen som egna arter baserat på avvikande läten och morfologiska skillnader. Seramkråka (C. violaceus) behandlades även tidigare som underart till sundakråka.

## Levnadssätt
Sundakråkan föredrar intakt låglandsskog där den ofta påträffas i par eller småflockar flygande över vägar, floder och öppningar. Liksom många andra kråkfåglar är den allätare och tar alltifrån vegetabilier till både ryggradslösa djur som stora skalbaggar, men också små ödlor och as. Frukt utgör också en stor del av födan.

## Status
Arten har ett stort utbredningsområde och beståndet anses stabilt. Internationella naturvårdsunionen IUCN listar den därför som livskraftig (LC). Notera dock att IUCN inkluderar palawankråka, samarkråka och sierramadrekråka i bedömningen.